# ريس غاينز
ريس غاينز (بالإنجليزية: Reece Gaines)‏ مواليد 7 يناير 1981 في ماديسون، هو لاعب كرة سلة أمريكي معتزل أصبح مدرباً مساعدا بدأ مسيرته الاحترافية في سنة 2003. تم اختياره من قبل فريق أورلاندو ماجيك خلال الدرافت. يبلغ طوله 6 قدم 6 بوصة (2.0 م). اعتزل اللعب في 2012.

## المسيرة الاحترافية
لعب مع أورلاندو ماجيك في موسم 2003–2004، ثم لعب مع هيوستن روكتس في موسم 2004–2005، ثم لعب مع ميلووكي باكز في موسم 2005–2006، ثم لعب مع بييلا لكرة السلة في موسم 2006–2007، ثم لعب مع أولمبيا ميلانو في الدوري الإيطالي في سنة 2007، ثم لعب مع تريفيزو لكرة السلة في موسم 2007–2008، ثم لعب مع بييلا لكرة السلة في موسم 2008–2009.

## روابط خارجية
- ريس غاينز على موقع إن بي أي (الإنجليزية)
- ريس غاينز على موقع سبورتس رفرنس (الإنجليزية)
- ريس غاينز على موقع كرة السلة الأوروبية.كوم (الإنجليزية)
- ريس غاينز على موقع كلية كرة السلة في سبورتس رفرنس.كوم (الإنجليزية)
- ريس غاينز على موقع ريلجم (الإنجليزية)
- ريس غاينز على موقع بروبوليرز (الإنجليزية)
- ريس غاينز على موقع سبورتس رفرنس (الإنجليزية)
- ريس غاينز على موقع سبورتس رفرنس (الإنجليزية)